# Selina Mour

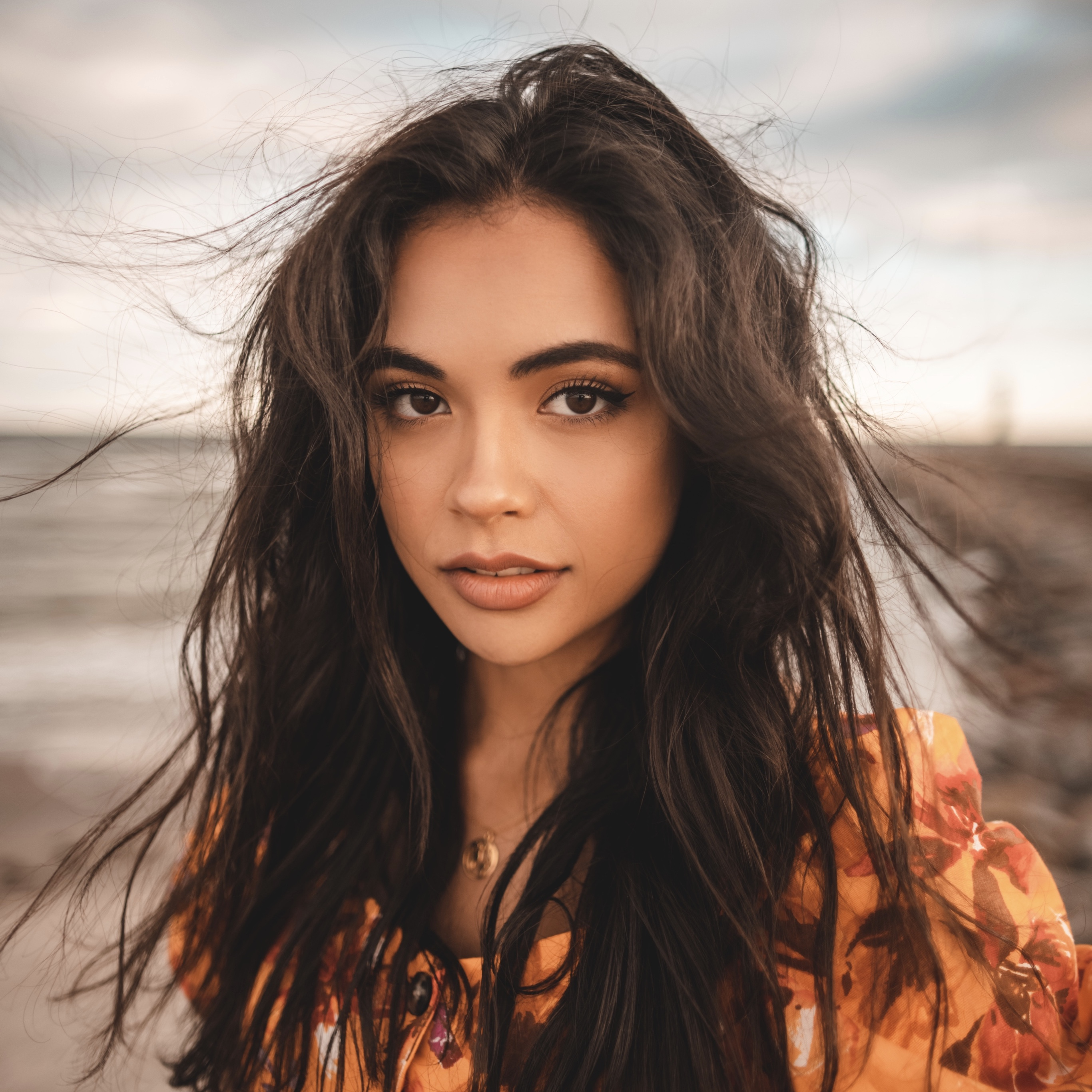
Selina Mour (September 2020)

Selina Mour (* 8. März 2000 in Frankfurt am Main) ist eine deutsche Influencerin, Sängerin und Schauspielerin.

## Leben
Selina Mour ist Tochter einer Thailänderin und eines Deutschen und wuchs in Frankfurt am Main auf.
2016 wurde sie mit Playback-Clips auf musical.ly erfolgreich. 2017 veröffentlichte sie ihren ersten eigenen Popsong „Hold Me“, im gleichen Jahr folgte der zweite mit dem Titel „Jackpot“. 
Im 2019 erschienenen Kinofilm Misfit, einem deutschsprachigen Remake einer zwei Jahre zuvor erschienenen niederländischen Teenie-Komödie, spielte sie die Hauptrolle der Julia. Es folgte eine Tour mit Konzerten in fünf Städten in Deutschland sowie ihr erstes Album.
Im August 2019 veröffentlichte sie die Single „More Than Friends“ gemeinsam mit Linus Bruhn und hatte ebenfalls einen Gastauftritt in der Fernsehserie Spotlight.
2020 folgte ihr Song "Mysterious Boy", den sie erstmals auf Deutsch gesungen hat. Nach einer einjährigen Pause veröffentlichte Mour 2022 mit "Amb*tchious", "Wait For It" und "Enemy" gleich drei neue Songs.

## Auszeichnungen
2017 wurde Mour auf den Videodays mit dem PlayAward in der Kategorie „Music“ ausgezeichnet; 2018 war sie für einen Goldene Kamera Digital Award in der Kategorie „Best Music Act“ nominiert.